# Florent Brard
Florent Brard (Chambray-lès-Tours, Indre i Loira, 7 de febrer de 1976) és un ciclista francès, que fou professional entre el 1999 i el 2009. En el seu palmarès destaquen les victòries al Campionat de França de ciclisme en ruta de 2006 i el de contrarellotge de 2001.

## Palmarès
- 1994
  - 1r al Trofeu Centre Morbihan
- 1996
  - 1r a la Chrono des Herbiers sub-23
- 1997
  -  Campió de França de contrarellotge sub-23
  - 1r a la París-Chauny
- 1998
  -  Campió de França de contrarellotge sub-23
- 2001
  -  Campionat de França de ciclisme en contrarellotge
  - 1r al Gran Premi Cholet-País del Loira
  - 1r a la París-Bourges
  - 1r al Gran Premi EnBW, amb Christophe Moreau
  - 1r al Memorial Voegeli, amb Christophe Moreau
  - Vencedor d'una etapa de l'Étoile de Bessèges
- 2004
  - Vencedor d'una etapa del Giro de la Província de Lucca
  - Vencedor d'una etapa de la París-Corrèze
- 2005
  - 1r a la París-Troyes
  - 1r a Les Monts du Luberon
  - Vencedor d'una etapa del Circuit de La Sarthe
- 2006
  -  Campionat de França de ciclisme en ruta

### Resultats al Tour de França
- 2005. 100è de la classificació
- 2006. Abandona (20a etapa)
- 2008. 119è de la classificació

### Resultats al Giro d'Itàlia
- 2004. 108è de la classificació

### Resultats a la Volta a Espanya
- 2000. Abandona (11a etapa)